# Colegio de Santo Tomás (Madrid)

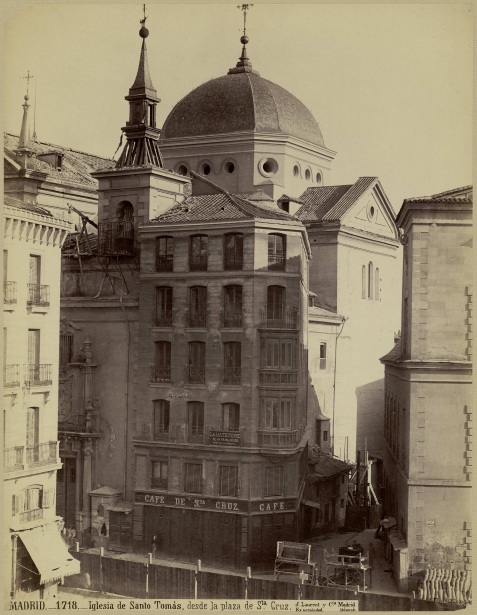
Vista desde la plaza de Santa Cruz, por J. Laurent (c. 1870); Biblioteca Nacional de España.

El desaparecido colegio y convento de Santo Tomás (denominado también Colegio de Atocha) fue un conjunto de edificios perteneciente a los religiosos dominicos, bajo la advocación de Santo Tomás de Aquino, en Madrid.
Estaba ubicado en el arrabal de Santa Cruz, dando su fachada principal a la calle de Atocha. Su localización exacta se sitúa cerca de la actual plaza de Santa Cruz, ocupando parte del solar de la moderna iglesia de la Santa Cruz.
Fue erigido a mediados del siglo XVII, siendo un buen ejemplo de la arquitectura barroca española. El convento tenía anexo un gabinete destinado a la enseñanza de Teología, Filosofía y Retórica (Colegio de Santo Tomás), dependiente inicialmente de los dominicos del Real Monasterio de Nuestra Señora de Atocha. El conjunto se componía de un convento que hacía las funciones de colegio, un patio y una iglesia de grandes dimensiones.
Iglesia y convento fueron exclaustrados y desamortizados en 1836, pasando a tener numerosos usos, desde centro administrativo hasta cuartel de la Milicia Nacional. El conjunto desapareció del todo tres años después de haber sufrido un fuerte incendio, acaecido en 1872. La primitiva iglesia de la Santa Cruz, construida en el siglo XVII (1583), anexa al convento de Santo Tomás, también se vio afectada por el incendio.

## Historia

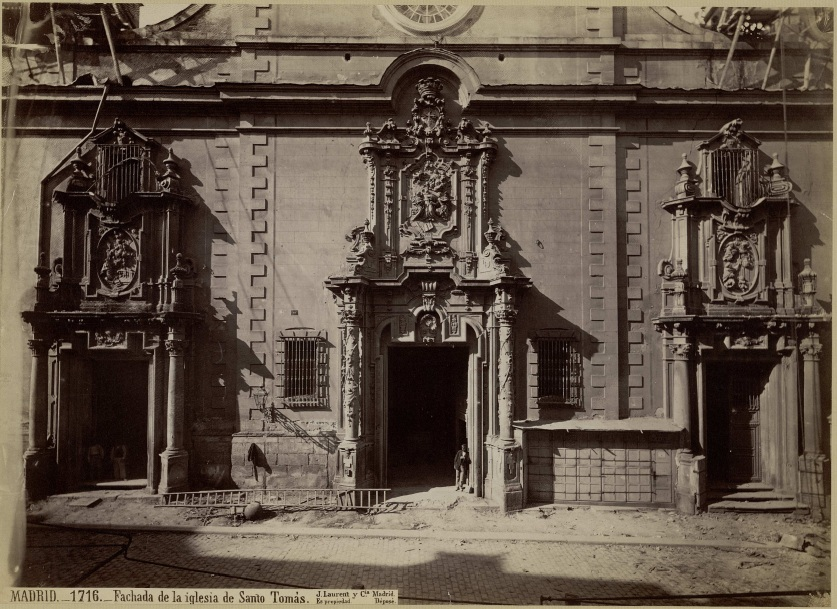
Fotografía de la fachada de la iglesia, por J. Laurent (c. 1870); Biblioteca Nacional de España.

Los frailes dominicos del convento de Nuestra Señora de Atocha fundaron en 1563 un colegio de teología con el dinero obtenido de la venta de una casa que les había sido donada, muy alejados ambos del núcleo urbano de la época. 

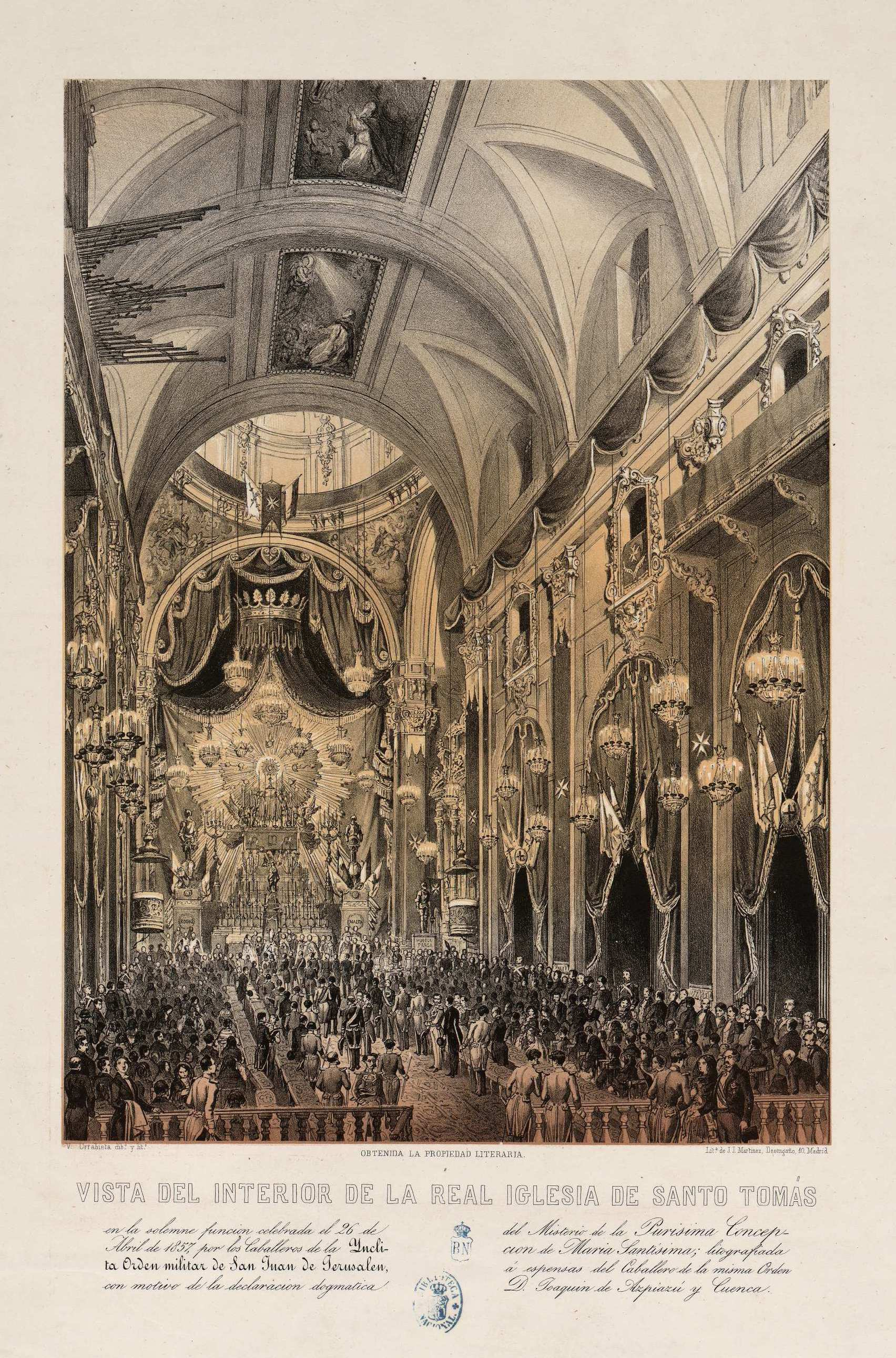
Vicente Urrabieta: Vista del interior de la Real Iglesia de Santo Tomás en la solemne función celebrada el 26 de abril de 1857, por los caballeros de la Ínclita Orden Militar de San Juan de Jerusalén, con motivo de la declaración dogmática del Misterio de la Purísima Concepción de María Santísima..., litografía. Biblioteca Nacional de España.

En 1583, a instancias de fray Diego de Chaves (confesor de Felipe II), éste se escinde como priorato independiente. El conde-duque de Olivares tomó el nuevo convento bajo su protección. En 1635 comienza a construirse el edificio en el arrabal de Santa Cruz y las obras duran hasta 1656.
La fachada de la iglesia y la cúpula, ambas entre las más destacadas obras del barroco cortesano español, fueron realizadas por los hijos de José de Churriguera: Jerónimo y Nicolás. La fachada de la iglesia era monumental, distribuyéndose el acceso al templo en tres portadas, características del recargado estilo de la familia Churriguera. El patio de honor, de dos pisos, realizado por José Donoso, estaba considerado una de las mejores obras arquitectónicas del siglo XVII en Madrid. La iglesia fue muy utilizada por numerosas cofradías madrileñas. Era muy conocida la capilla de Santo Domingo en Soriano, propiedad de Fernando de Fonseca Ruiz de Contreras, marqués de la Lapilla. En el año 1726 se desplomó la cúpula, matando a unas ochenta personas.

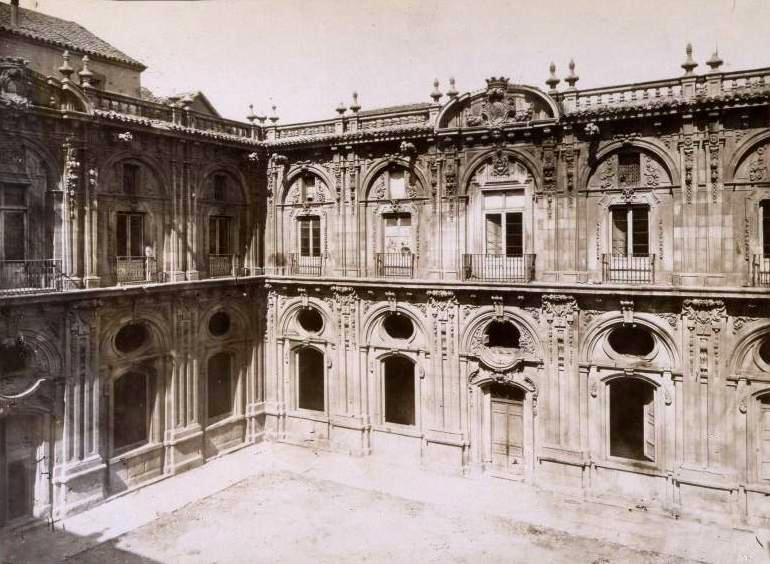
Claustro del convento de Santo Tomás (c. 1875).

Durante las revueltas anticlericales de 1834 murieron varios dominicos. El edificio conventual tuvo varios usos: fue lugar de reunión de la Sociedad Landaburiana; se acondicionó para ser una de las primeras sedes del Ateneo, cárcel y cuartel de la Milicia Nacional con modificaciones realizadas por el arquitecto Juan Pedro Ayegui. A comienzos del siglo XIX, se instaló en la esquina del conjunto de edificios el Café de Santa Cruz.

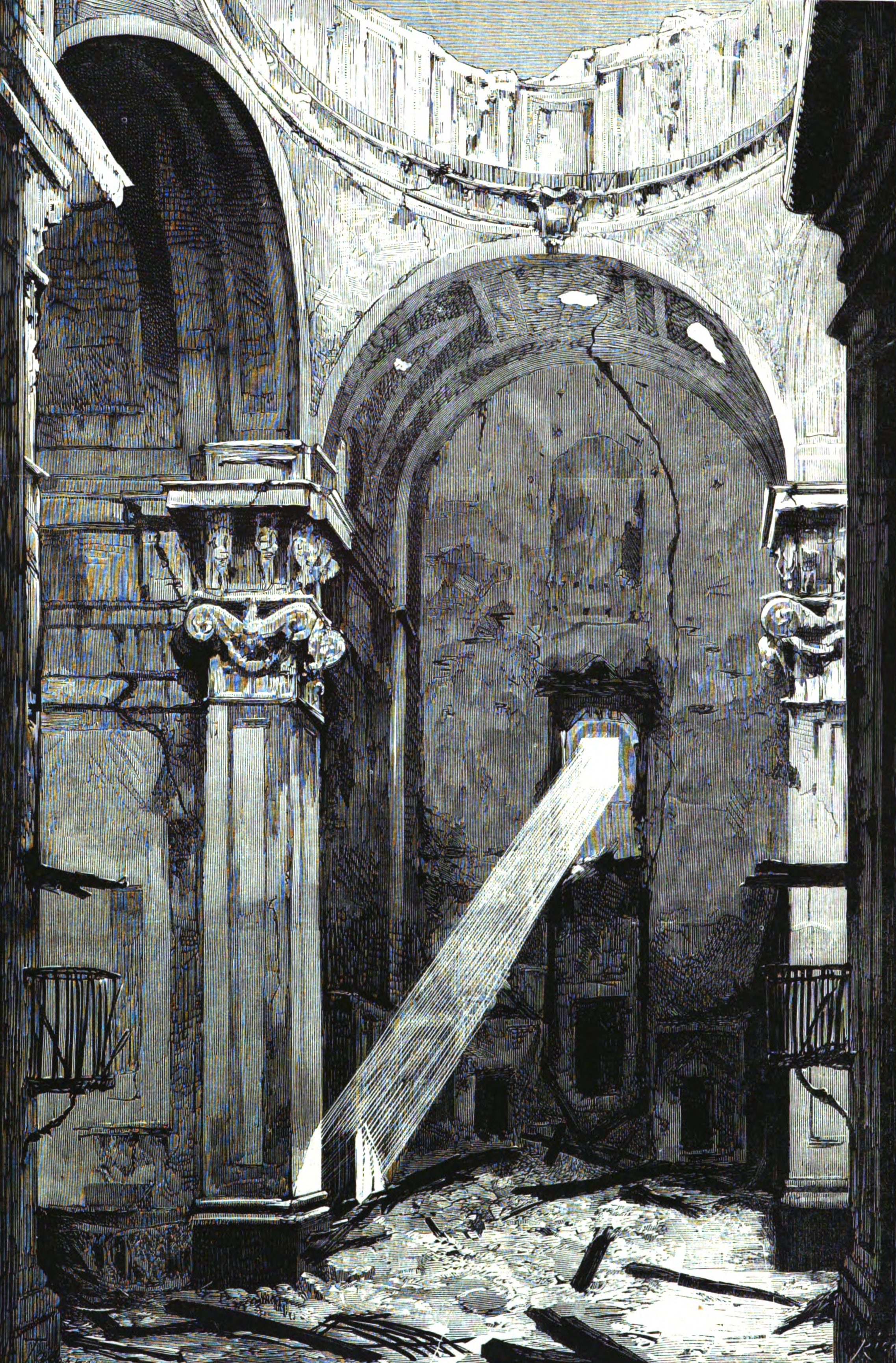
Nave principal de la iglesia tras el incendio de abril de 1872

El 13 de abril de 1872 se produce un incendio que daña gravemente sus estructuras. Cuatro años más tarde, el edificio se desploma, y como consecuencia, fue demolido completamente.
De lo que antaño fue una gran institución religiosa y cultural madrileña solamente restan unas pocas obras de su patrimonio mueble: el excelente cuadro de Santo Domingo en Soriano, obra de Antonio de Pereda, que adornaba la capilla del marqués de la Lapilla, custodiada en el Museo Cerralbo, la Asunción de la Virgen, cuadro de altar de gran tamaño pintado por Francisco Ignacio Ruiz de la Iglesia para la capilla de Nuestra Señora de las Nieves junto con una Coronación de la Virgen ahora en la parroquia del Corpus Christi de Sevilla y la escultura de Nuestra Señora del Rosario, obra señera de Luis Salvador Carmona, que se venera en el Oratorio del Olivar.